# '38
'38 (nemško 38 – Auch das war Wien) je avstrijsko-zahodnonemški zgodovinsko-dramski film iz leta 1986, ki ga je režiral in zanj napisal tudi scenarij Wolfgang Glück, temelji na leta 1984 posthumno izdanem romanu Auch das war Wien Friedricha Torberga . V glavnih vlogah nastopata Tobias Engel in Sunnyi Melles. Dogajanje je postavljeno v leti 1937 in 1938, čas Anschlussa ter prikazuje ljubezensko razmerje gledališke igralke Carole (Melles) in judovskega novinarja Martina (Engel), ki ob tem povsem ignorirata politično vrenje v državi.
Film je bil premierno prikazan leta 1986 v avstrijskih kinematografij, 23. aprila 1987 pa v zahodnonemških. Kot avstrijski kandidat je bil nominiran za oskarja za najboljši mednarodni celovečerni film na 59. podelitvi.

## Vloge
- Tobias Engel kot Martin
- Sunnyi Melles kot Carola
- Heinz Trixner kot Toni
- Romuald Pekny kot Sovary
- Ingrid Burkhard kot ga. Schostal
- Josef Fröhlich kot Kemetter
- Tanja von Oertzen kot ga. von Wartenburg